# أوكسي جلوبين
تم تطوير الأوكسي جلوبين الذي يتشابه مع الهيموبيور من قبل شركة بيوبيور (Biopure) وهو علاج بالأوكسجين يعتمد على الثبات الكيميائي للهيموجلوبين البقري. ومع ذلك، فإنه ليس مثل الهيموبيور المخصص للاستخدام البشري، فالأوكسي جلوبين يستهدف السوق البيطرية، ويُستخدم لمعالجة فقر الدم في الكلاب. وطبقا لموقع شركة بيوبيور، فقد تم بيع حوالي 173000 وحدة من الأوكسي جلوبين حتى الآن، وقد عالج ما يقرب من 90000 حيوان.

## وصلات خارجية
- Biopure Corporation
- Oxyglobin
- OPK Biotech